# Старинг (бухта)
Старинг — бухта на востоке моря Банда. Вдаётся в юго-восточную часть острова Сулавеси у города Кендари.